# Az mapu

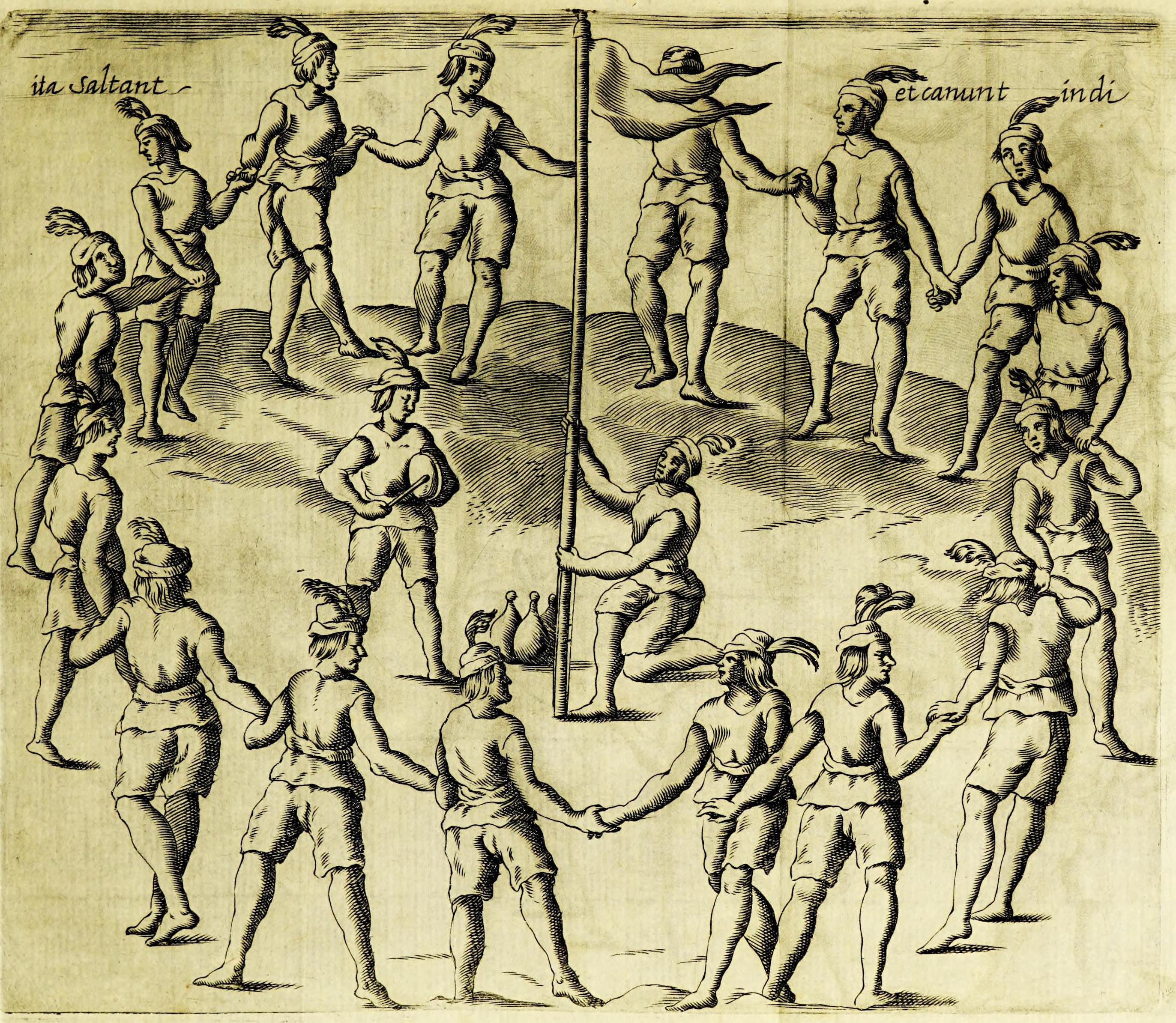
Gravure de 1646 représentant un guillatún.

L'az mapu (ou admapu) est le droit pratiqué dans la société mapuche. Les récits des kimche rendent compte de ce système de normes, transmis de génération en génération par voie orale. L'az mapu régit les relations sociales des Mapuches et leur lien avec l'environnement naturel. L'expression « Kizugvnewkvlelafuy ta che » signifie littéralement « personne ne se commande seul », soulignant l'importance des normes collectives.
Selon Myrna Villegas Díaz, l'az mapu représente davantage qu'un ensemble de normes, car il intègre une dimension spirituelle et cosmopolitique. De plus, la compréhension de l'az est différente dans chaque lof (es), même si on peut constater certains principes directeurs permanents tels que le Yam et le Gen. Le Yam désigne le respect dû par exemple à la terre ou aux animaux, tandis que le Gen désigne les esprits tutélaires de chaque chose chargés de sanctionner tous manquements à l'éthique de l'az.
Le fait d'enfreindre l'az mapu est appelé kizugvnewvn. Selon Juan Rain, cela est toujours sanctionné dans la culture mapuche, avec le lonko comme garant ultime du respect de l'az. Victorino Antilef souligne que les sanctions sont organisées tant au niveau familial que communautaire. Selon Myrna Villegas Díaz, les conflits sont généralement résolus par les personnes concernées sans l'intervention d'un tiers, en faisant recours à des procédures amiables telles que la kutxenku ou le malón, se rapprochant ainsi de la justice réparatrice plutôt que de la logique du droit pénal. On peut ajouter beaucoup d'autres principes, par exemple le Ñuke Mapu (es) pour la conception de la terre, le küme mogen qui est une éthique proche du buen vivir, ou l'inarumen qui désigne le fait d'être conscient des conséquences de ses actions.
Selon Ernesto Huenchulaf, le guillatún (es) est un événement socioculturel et politique crucial pour le système juridique de l'az mapu. L'intensité et la fréquence de sa tenue varient de région en région, souvent à cause de l'impact de la colonisation et de ses conséquences.
Le coyag (es) est une forme de parlement important dans l'az mapu.
Le concept jusnaturaliste des droits humains est intégré dans l'az mapu à travers des interprétations et représentations propres. Selon les recherches d'Elsy Curihuinca Neira, le concept d'intérêt supérieur de l'enfant – tel que formulé dans les standards onusiens des droits de l'enfant – se retrouve dans l'az mapu.
Le droit chilien ne reconnaît traditionnellement pas le droit mapuche, qu'il appréhende indirectement à travers la Loi sur les Indiens et les lois antiterroristes. Cependant, la jurisprudence pénale chilienne a démontré une ouverture à l'application du az mapu, en se fondant sur la convention 169 de l'Organisation internationale du travail relative aux peuples indigènes et tribaux, par exemple dans le domaine des violences familiales. La jurisprudence chilienne récente montre aussi une tendance à la reconnaissance du droit propre (es) autochtone en matière de gestion des terres, en concevant que le droit de propriété peut avoir des sens différents dans différents systèmes.
Le poète David Aniñir parle de l'az mapu dans son œuvre et en propose des réinterprétations influencées par le contexte de la vie mapuche en milieu urbain.

### Livres
- (es) Elisa Loncón Antileo, Azmapu: aportes de la filosofía mapuche para el cuidado del lof y la Madre Tierra, Ariel, 2023 (ISBN 978-956-9948-18-3)
- (es) Palma Mancilla Lohengrin Claudio, AZ Mapu y Agencia. Quehaceres y voces Huilliche en defensa de la tierra (Valdivia, 1890-1930), Manuel Enrique Loyola Tapia Servicios Editoriales E.I.R.L. - Ariadna Ediciones, 9 juin 2023 (ISBN 978-956-6095-90-3, lire en ligne)
- (es) Jesús Antona Bustos, Los derechos humanos de los pueblos indígenas: el az mapu y el caso mapuche, Ediciones Universidad Católica de Temuco, coll. « Colección Cátedra Fray Bartolomé de las Casas », 2014 (ISBN 978-956-7019-99-1)

### Autres
- (es) Aylwin, José (mayo de 2002) Política públicas y pueblos indígenas: El caso de la política de tierras del estado chileno y el pueblo Mapuche. Instituto de Estudios Indígenas, Universidad de la Frontera.
- (es) Juan Sánchez Curihuentro, « El Az mapu o sistema jurídico mapuche. », Revista Crea,‎ 2001 (lire en ligne, consulté le 2 mars 2024)
- (es) Rosamel Enrique Millaman Reinado, « El conflicto estado chileno y el pueblo mapuche: La emergencia del derecho propio », ABYA-YALA: Revista sobre acesso á justiça e direitos nas Américas, vol. 5, no 1,‎ 2021, p. 209–233 (ISSN 2526-6675, lire en ligne, consulté le 3 mars 2024)
- (es) Juan Ñanculef Huaiquinao, « La cosmovisión y la filosofía Mapuche: un enfoque del Az-Mapu y del Derecho Consuetudinario en la cultura Mapuche », Revista de Estudios Criminológicos y Penitenciarios, no 6,‎ 2003, p. 37 (ISSN 0717-5744, lire en ligne)
- (pt-BR) « Sociedades Ecocosmológicas e Interlegalidade: a Experiência Mapuche e o Azmapu Frente a Etnofagia Multicultural », dans Lei do índio ou lei do branco: quem decide?, Editora Lumen Juris, coll. « Lumen Juris direito », 2019 (ISBN 978-85-519-1282-9)